# Eugène Choisel
Eugène Choisel, né le 15 septembre 1881 à Asnières-sur-Seine et mort le 1er février 1946 à Paris, est un athlète français, spécialiste du saut en longueur 400 m haies.

## Biographie
Eugène Charles Choisel est le fils de Eugène Magloire Choisel et de Marie Julie Joséphine Tessier.
En 1900, il participe aux épreuves des Jeux olympiques, terminant à la quatrième place du 200m haies.
Employé d'assurances, il épouse en 1908, à Asnières-sur-Seine, Joséphine Georgette Paquerau.
En 1914, il est engagé dans le conflit mondial. Il est décoré de la croix de guerre.

### Palmarès
- Championnats de France d'athlétisme :
  - vainqueur du saut en longueur en 1901
  - vainqueur des 110 et 400 m haies en 1906
  - vainqueur du 400 m haies en 1907